# L'Argent (film, 1936)
Pour les articles homonymes, voir L'Argent (homonymie).
Pour plus de détails, voir Fiche technique et Distribution.
L'Argent est un film dramatique français écrit et réalisé par Pierre Billon, sorti en 1936.

## Fiche technique
- Titre : L'Argent
- Réalisation : Pierre Billon
- Scénario : Pierre Billon, d'après le roman d'Émile Zola
- Dialogues : Bernard Zimmer
- Décors : Aimé Bazin
- Photographie : Christian Matras et Paul Portier
- Son : Joseph de Bretagne
- Musique : Jules Guinand et Marcel Pollet
- Production : Sofra
- Pays d'origine :  France
- Format : Noir et blanc - Son mono - 1,37:1 - 35 mm
- Genre : Drame
- Durée : 107 minutes
- Date de sortie : 
  - France : 26 mai 1936

## Distribution
- Pierre Richard-Willm : Saccard
- Véra Korène : Hélène
- Jean Worms : Daigremont
- Odette Talazac : La Méchain
- Olga Tschechowa : la baronne Sandorff
- Albert Gercourt : Gundermann
- Maurice Devienne : Joseph
- Teddy Michaud : le chef
- Georges Tourreil : Hamelin
- Paul Marcel : M. Mou
- Pierre Finaly : Busch
- Robert Ralphy : l'huissier
- Titys : un courtier
- Raymond Rognoni : Huret
- Philippe Richard : Rougon
- Louis Eygen : un gangster
- Nicolas Amato : le valet de chambre
- Jacques Beauvais : le maître d'hôtel
- Louis Vonelly : un invité
- Marcel André : Delcambre
- Albert Malbert : Dejoie
- Georges Prieur : Mazaut
- Made Siamé : Mlle Menu
- Denise Nast : Germaine
- Marguerite de Morlaye : une invitée
- Louise Fouquet